# Yamate
Yamate (山手) est un quartier historique situé dans l'arrondissement de Naka à Yokohama, connu pour avoir été un quartier de résidence des personnes étrangères pendant les périodes Bakumatsu, Meiji et Taisho. En anglais, il est souvent surnommé The Bluff.

## Histoire

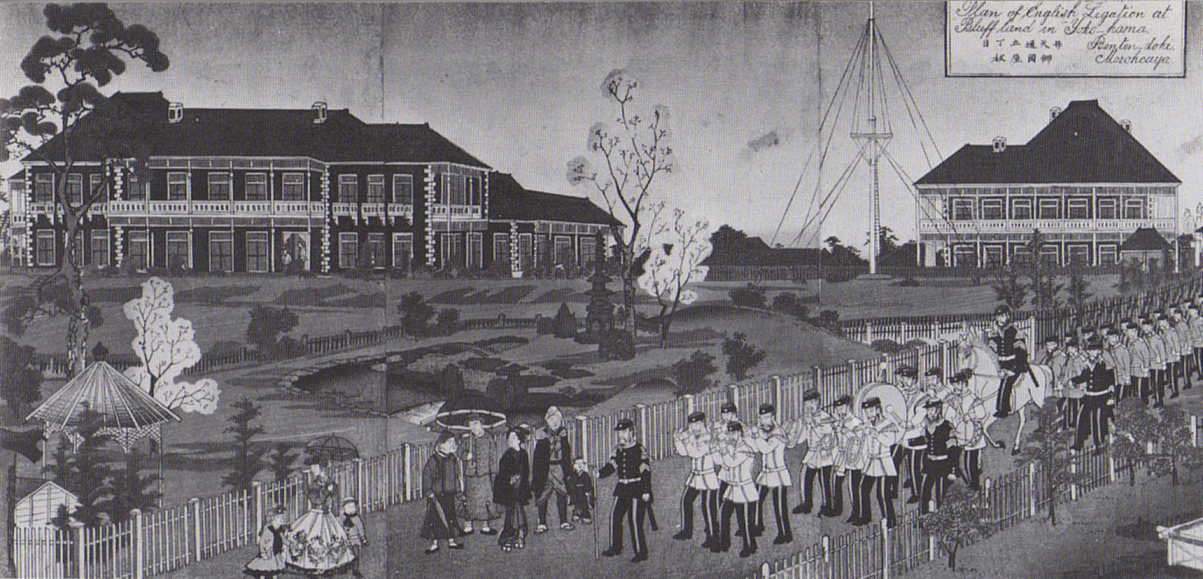
Résidence du consulat britannique vers 1865.

Quand le port de Yokohama s'ouvre au commerce extérieur en 1859 à la suite de la signature du Traité Harris, les installations étrangères sont initialement limitées à une zone de faible altitude appelée Kannai. Comme l'activité commerciale à Kannai a rapidement surpassé les capacités d'accueil, des constructions dans le Yamate Bluff, plus en hauteur, commencent en 1862. L'une des premières constructions du Bluff a été la résidence du Consul Général Britannique, Sir Rutherford Alcock.

### Garnison britannique

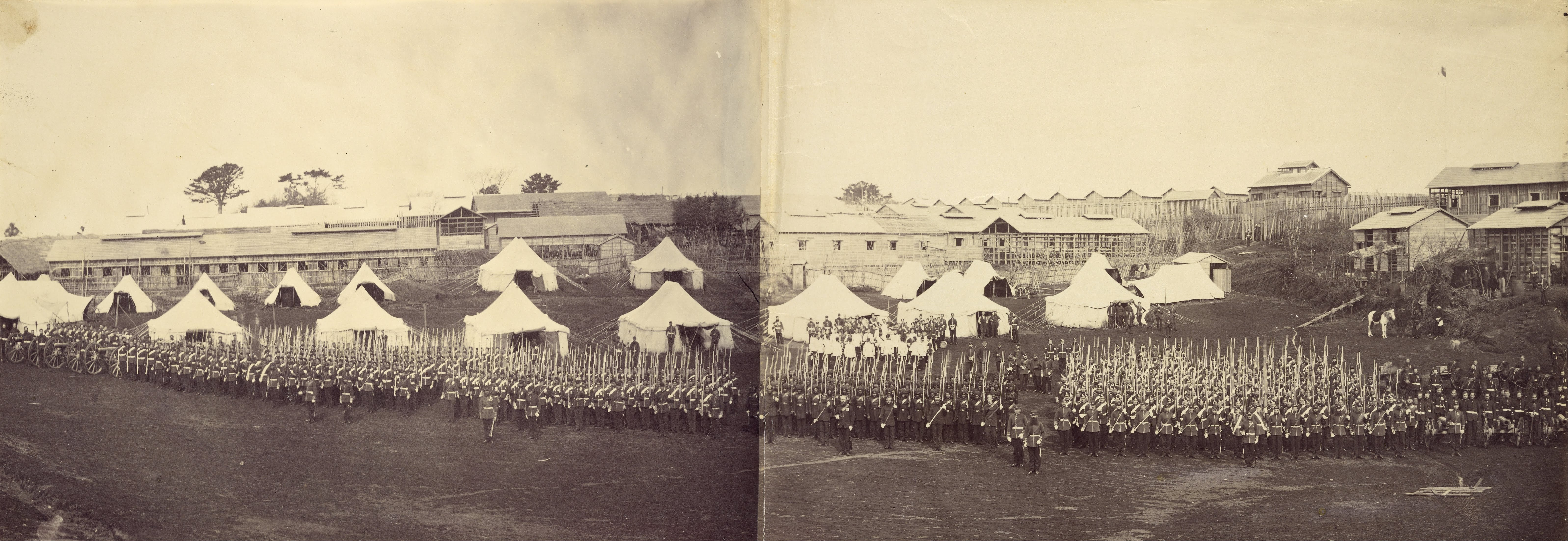
Garnison britannique en 1864 à Yamate. Photographie de Felice Beato.

De 1862 à 1875, les intérêts diplomatiques et commerciaux britanniques étaient protégés par une garnison stationnée à Yamate à l'emplacement de l'actuel Harbour View Park. Après une série d'attaques contre la légation britannique de Yedo, une garde militaire vouée à la protection des diplomates britanniques et stationnant à Yokohama est créée en 1860.